# Galileoscope
 (mars 2025).

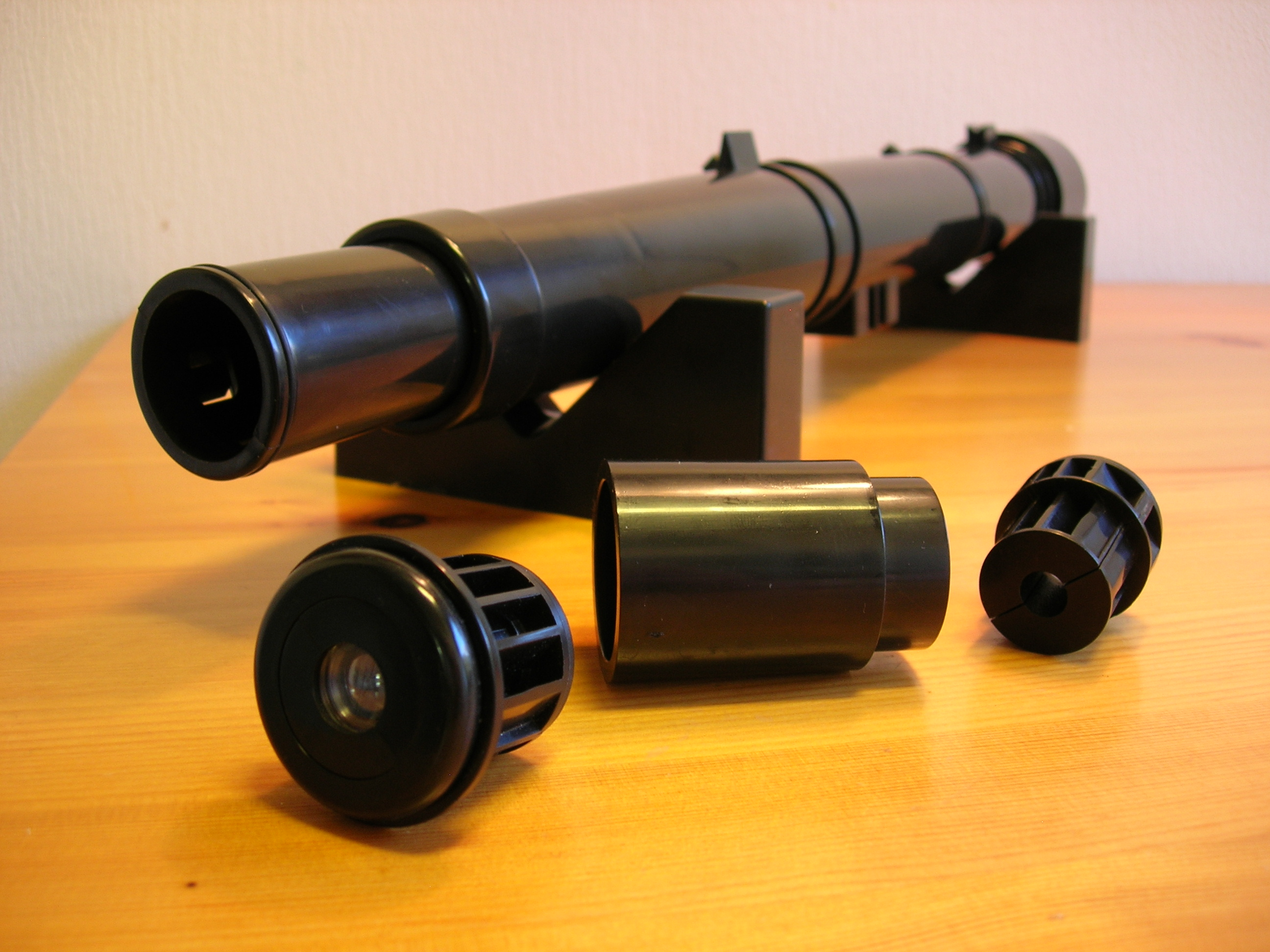
À l'avant, à gauche : l'oculaire principal à quatre lentilles. Milieu : tube de Barlow. À droite : L'oculaire auxiliaire à deux lentilles. À l'arrière : Le tube de mise au point et le tube principal du télescope contenant l'objectif doublet achromatique.

Le Galileoscope (nommé en référence à Galilée) est une petite lunette astronomique produite en série aux États-Unis et conçue dans le but d'accroître l'intérêt du public pour la science en général et l'astronomie en particulier. Elle a été lancée en 2009 dans le cadre de l'année mondiale de l'astronomie. Peu coûteuse, la lunette permet d'avoir une vue d'objets célestes tels les cratères de la Lune, les quatre principales lunes de Jupiter et les Pléiades, vue qui serait semblable à celle de Galilée en son temps.
La lunette a une ouverture d'environ 50 millimètres (mm), une distance focale de 500 mm pour l'objectif et de 20 mm pour l'oculaire.

## Création
La lunette est développée par Doug Arion de Mountains of Stars et Rick Fienberg de l'American Astronomical Society. Elle a pour objectif d'offrir un instrument peu coûteux au public pour que celui-ci puisse s'initier à l'astronomie. Les créateurs du Galileoscope affirment qu'en une dizaine d'années, un quart de million de ceux-ci ont été vendus dans une centaine de pays.

## Conception et configurations
Le Galileoscope a une ouverture de 2 pouces (po, soit environ 50,8 mm), une distance focale de 500 mm pour l'objectif et de 20 mm pour l'oculaire. Cela lui donne un rapport focal de f/10. La lunette possède un focaliseur de 1¼ po (environ 31,75 mm), qui correspond à la taille standard des oculaires utilisés dans la plupart des télescopes amateurs nord-américains et certains télescopes professionnels. Cela signifie que le Galileoscope peut être utilisé avec des oculaires supplémentaires pour produire des grossissements allant jusqu'à 100 fois (100×), voire 200× (avec un grossissement de 5 mm en combinaison avec la lentille de Barlow 2× incluse). Il est cependant déconseillé de tenter un grossissement de plus de 125 fois car au-delà, l'ouverture de la lunette est insuffisante pour obtenir une image nette. De plus, la conception du tube de mise au point coulissant, sans engrenages ni boutons, rend presque impossible la mise au point au-dessus de cette limite[réf. souhaitée].

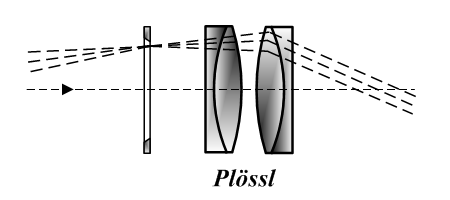
configuration Plössl

La lunette utilise une lentille en verre achromatique pour l'objectif et des lentilles en plastique pour l'oculaire. Selon la configuration choisie, celui-ci comporte 4, 6 ou 8 lentilles. La configuration à 4 lentilles, de type Plössl, donne un télescope à certains égards similaire à celui de Galilée, avec un grossissement de 17× et un champ de vision très petit. La configuration à 6 lentilles offre un grossissement de 25× et la configuration à 8 lentilles permet un grossissement de 50×.